# Sâu đông

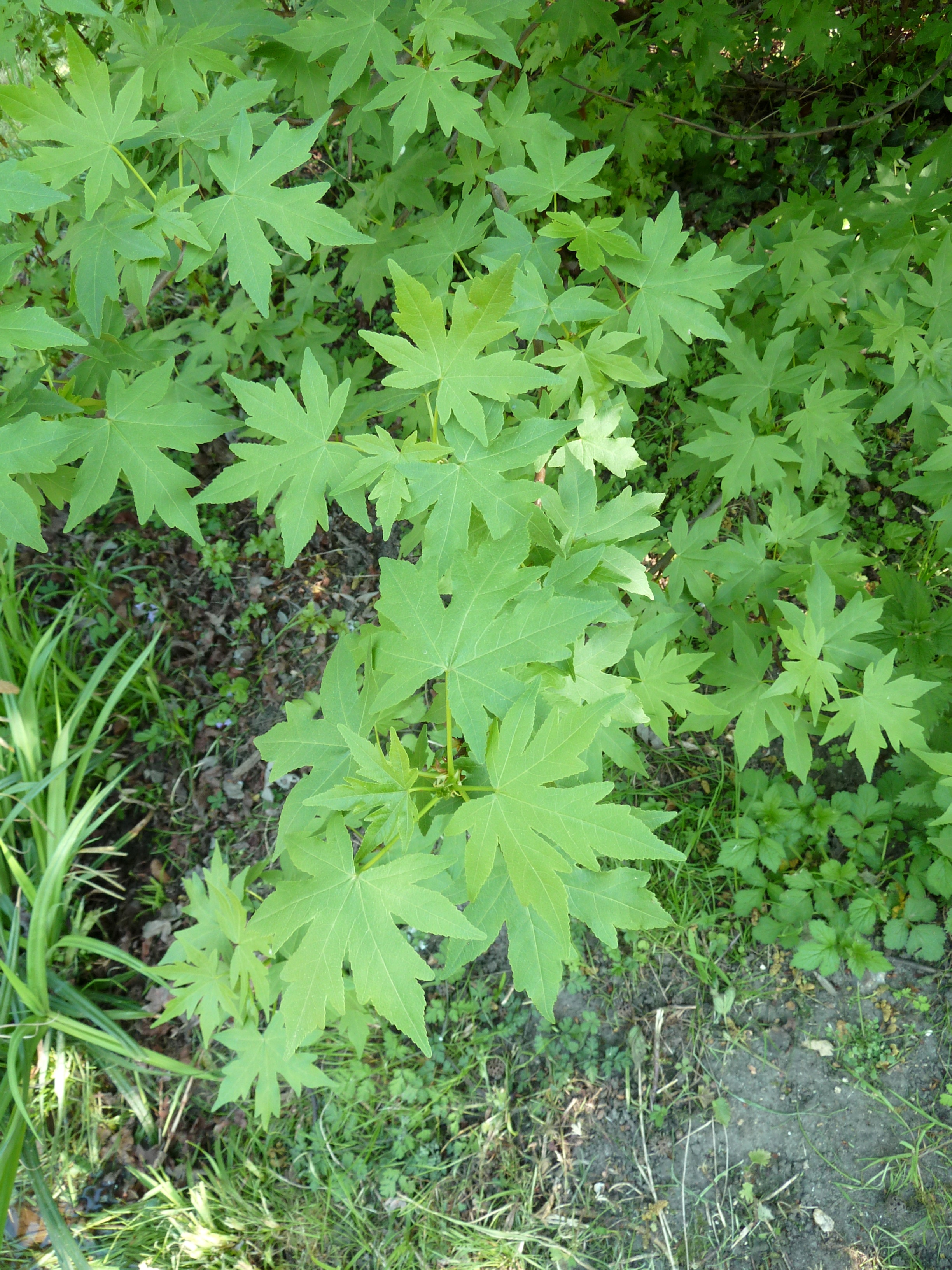
Tán lá Liquidambar orientalis

Sâu đông hay Thâu đông có danh pháp khoa học là Liquidambar orientalis. Đây là loài cây gỗ nhỡ, rụng lá theo mùa của chi Sau sau (Liquidambar). Thân tròn, có thể cao tới 25m, dọc thân có các vết rạn nứt dọc của vỏ. Lá cây mọc so le tập trung ở đầu cành. Phiến lá xẻ thùy nông dạng chân vịt có 5 thùy, mép là có răng cưa thưa hoặc dạng thùy nhỏ. Lá kèm dài 5-12mm. Loài này là một trong hai loài thuộc chi Sau sau có phân bổ tự nhiên ở miền bắc Việt Nam.